# Кислицька сільська рада (Томашпільський район)
| Кислицька сільська рада — колишній орган місцевого самоврядування у Томашпільському районі Вінницької області з адміністративним центром у с. Кислицьке. Історична дата утворення ради — 22 травня 1921 року. З 1960 по 1986 рада не існувала, бо село Кислицьке було адміністративно об'єднано з с. Комаргород у складі Комаргородської сільської ради. |

## Населені пункти
Сільській раді були підпорядковані населені пункти:
- с. Кислицьке

## Склад ради
Рада складалася з 16 депутатів та голови.

### Керівний склад ради
| ПІБ                           | Основні відомості                                                 | Дата обрання | Дата звільнення |
| ----------------------------- | ----------------------------------------------------------------- | ------------ | --------------- |
| Балан Леонтій Йосипович       | Сільський голова                                                  | 1947         | 1947            |
| Волошенюк Феодосій Прохорович | Сільський голова                                                  | 1948         | 1949            |
| Давидчук Остап Макарович      | Сільський голова                                                  | 1950         | 1954            |
| Волошенюк Феодосій Прохорович | Сільський голова                                                  | 1955         | 1959            |
| Заведія Федір Михайлович      | Сільський голова                                                  | 1986         | 1994            |
| Слободянюк Василь Федорович   | Сільський голова                                                  | 1994         | 1997            |
| Сокольвяк Михайло Андрійович  | Сільський голова                                                  | 1997         | 2002            |
| Слюсарчук Олексій Васильович  | Сільський голова, 1976 року народження, освіта, безпартійний      | 2002         | 26.03.2006      |
| Слюсарчук Олексій Васильович  | Сільський голова, 1976 року народження, освіта, безпартійний      | 26.03.2006   | 31.10.2010      |
| Слюсарчук Олексій Васильович  | Сільський голова, 1976 року народження, освіта вища, безпартійний | 31.10.2010   |                 |

Примітка: таблиця складена за даними джерела та архівними даними колгоспу ім. Шевченка (с. Кислицьке).